# Електроенергетика України

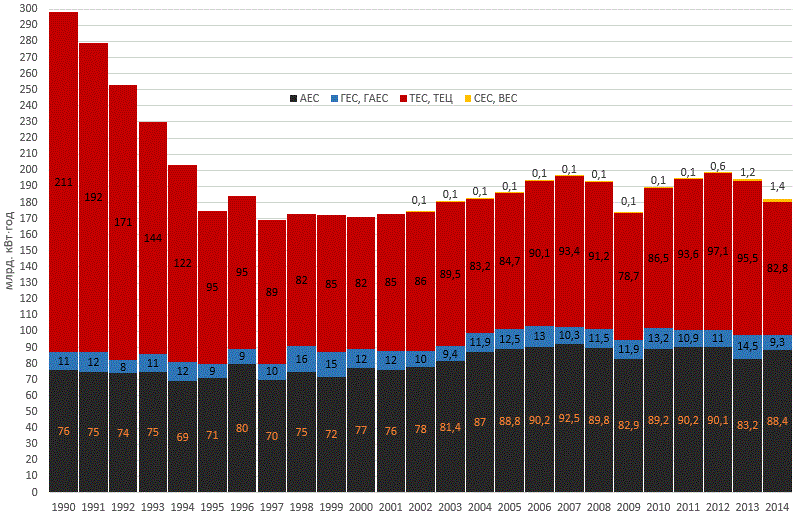
Виробництво електроенергії в Україні:
ТЕС, ТЕЦ
ГЕС, ГАЕС
АЕС
СЕС, ВЕС

Електроенергетика України — базова галузь економіки України, є однією з найстарших. Генерація електроенергії ґрунтується на атомній енергетиці, спалюванні вугілля, мазуту, природного газу, біопалива, а також застосуванню відновлювальних джерел енергії вітру, води, сонця.

## Історія
У 1872 році, місті Київ та інші населені пункти України користувалися гасовими ліхтарями. 5 липня того ж року, Київська міська управа призначила торги на освітлення Києва (480 ліхтарів). Ціна однієї години горіння становила 1,75 коп. для приватних споживачів і 1,5 коп. для скарбничих і міських будівель.
У 1878 році інженер Олександр Бородін обладнав токарний цех Київських залізничних майстерень Київ-Брестської залізниці, що була розташована поблизу Залізничного двірця, на території теперішнього Київського вагоноремонтного заводу, чотирма електричними дуговими ліхтарями, основними компонентами кожного з яких були два вугільних стрижні (електроди, свічка Яблочкова) і прошарок ізоляційного матеріалу (пластинка каоліна), розташованого поміж стрижнями. Кожний ліхтар живила окрема динамомашина Грамма. Ліхтарі були розташовані двома рядами в шаховому порядку і розраховані на 3 години роботи. Це освітлення, як показав досвід, надавало не лише задовільні результати, але і було значно дешевшим, ніж газове чи олійне. А вдосконаленням способу виробництва світла ми зобов'язані Яблочкову. Саме його вдосконалені лампи були використані для освітлення майстерень Дніпровського пароплавства в 1880 році.
Вже у 1880-х роках заможні кияни почали освітлювати свої оселі за допомогою окремих «домових» пристроїв. В 1886 році електричне освітлення установлено в саду Шато-де-Флер (нині стадіон «Динамо»). Досвід використання електричного освітлення за цей період був дуже малий, але встиг визначити великі переваги перед іншими видами освітлення. Таким чином, електрична енергія почала входити в життя та побут киян, а пізніше і в побут населення інших міст України.
Перша Центральна електростанція постійного струму загального користування у Києві почала діяти у грудні 1890 року. Проєкт та будівництво її консультували: начальник Київського залізничного училища Іван Мацон та відомий науковець професор фізики Київського університету Микола Шиллер, який мав учений ступінь з електротехніки. Електрична станція давала струм для освітлення міського театру, Хрещатика і будинків приватних абонентів. Вона була розташована в кам'яному приміщенні на Театральній площі, де нині Народна опера України ім. Тараса Шевченка (там був розташований театр, який згорів 1895 року). Електростанція мала ізольовану котельню, машинне відділення та розподільчий пристрій. В котельні були змонтовані три парові котли, які споживали дрова. Вода поступала із міського водогону. Котли виробляли пару для трьох земнолежних двоциліндрових парових машин по 60 к. с. (44,1 кВт) кожна. Ці машини приводили в рух динамомашини Сименса. Крім того, для живлення 14 дугових ліхтарів, установлених на Хрещатику, були виділені дві динамомашини із приводом від парових машин, потужністю по 20 к. с. (14,7 кВт). Потужність електростанції становила біля 150 к. с. (110,3 кВт).
Товариство «Савицький і Страус» у 1891 році побудувало нову електричну станцію постійного струму на Хрещатику (в районі Думської площі). її потужність становила близько 150 кінських сил, або 110.З кВт. Проте проблема електричного освітлення міста на початку 1890-х років залишалась не вирішеною. Наприкінці 1892 року була розширена електрична станція на Театральній площі, де додатково встановлено два парових котли системи «Нейера», дві динамомашини, потужністю 80 кінських сил (58,8 кВт кожна) і дві по 25 кінських сил (18,38 кВт кожна). У 1893 р. потужність Центральної електричної станції загального користування зросла до 300 кінських сил, або до 220,6 кВт. Товариство «Савицький і Страус» не мало конкурентів, тому ціни на освітлення були встановлені вищі, ніж у Петербурзі та Москві. Тарифи на електроенергію були встановлені високі і їх встановлювали за 1 годину горіння ламп чи ліхтаря. Варто відзначити, що уже у 1891 році використовували електролічильники, які коштували 125 крб. Київ у 1892 році став батьківщиною першого електричного трамвая в Російській імперії, яка стала 15-ю країною у світі, де використовували електричний трамвай. У 1889 році (ще до появи першої електричної станції постійного струму у Києві у 1890 р.) Струве Аманд Єгорович (1835—1898) запропонував збудувати трамвай з електричним рушієм, який би найкраще був пристосований для крутих київських узвозів. Свою ідею 2 травня 1892 року він втілив у життя — вперше на теренах всієї Російської імперії. По маршруту Поділ — Олександрівський майдан — Хрещатик із червня 1892 р. їздило по одноколійному шляху 2 вагони трамваю, які живив постійний струм від тимчасової електростанції. В її машинальному відділенні були встановлені два газових рушії потужністю по 60 к. с. (44,1 кВт) і дві динамомашини (60А, 500В, 900 об/хв). Досвід експлуатації першого в Росії електричного трамвая показав великі переваги електричної тяги в технічному та економічному відношенні перед іншими її видами. Це зумовило застосування в Києві електричного струму для освітлення і для приведення в рух невеликих рушіїв. Таким чином, споживання струму в Києві у 1895 році порівняно з 1894 роком зросло на 25 %, а порівняно з 1892 роком, збільшилось майже утричі.
У 1913 році встановлена потужність електростанцій України становила всього 304,3 тис. кВт, річне виробництво електроенергії 543 млн кВт·год, що відповідало споживанню електроенергії на одного мешканця України всього лише 15 кВт·год на рік. Переважна більшість електростанцій працювали в металургійній і вугільній промисловості (більше 63 %), а електростанції загального користування були зосереджені лише у великих містах України.
У 1916 році найбільшою електростанцією була електростанція Олександрівського заводу в тодішньому Катеринославі, яка мала потужність 14,5 тис. кВт.
2001 року структура споживання електроенергії та палива (135,8 млрд кВт·год): вугілля та продукти його переробки — 64,2 млн т; природний газ — 65,8 млрд куб. м; нафта і газовий конденсат — 16,9 млн т.
Станом на 2006 рік, технічне становище електроенергетики було незадовільне: необхідна модернізація устаткування та впровадження нових ресурсоощадних технологій, розробка альтернативних джерел електроенергії (сонячні, вітрові, газифікація органічної маси, газифікація відходів, геотермальні електростанції).
За даними Української асоціації відновлюваної енергетики станом на серпень 2016 року частка електричної енергії, що була вироблена з відновлюваних джерел енергії (вітроелектростанції — 48 % цього обсягу, сонячні електростанції — 31 %, малі гідроелектростанції — 12 % та ТЕС/ТЕЦ на біомасі та на когенераційних установках на біогазі — 9 %) складає близько 1,25 %, що є досить незначним порівняно з країнами ЄС.
08 квітня 2023 року, згідно повідомлення пресслужби Міністерства енергетики України, енергетичні відомства України та США разом за ініціативою Net Zero World розпочали готувати програму співпраці щодо розвитку українського енергетичного сектору. Програма передбачатиме співпрацю у розвитку систем передачі електроенергії та будівництва в Україні малих модульних реакторів. Енергоатом та британська компанія Rolls-Royce SMR також підписали Меморандум про взаєморозуміння, який надасть можливості для майбутньої співпраці щодо відновлення України шляхом розгортання малих модульних реакторів.

### Російсько-українська війна
24 лютого 2022 року, НЕК «Укренерго» від'єднала українську енергосистему від мереж РФ та Білорусі. Ця подія не була пов'язана з початком активних бойових дій, а була запланована зазделегідь для триденного технічного тестування.. Натомість, через повномасштабне вторгнення відновлення синхронної роботи не відбулося.
16 березня 2022 року, Енергосистеми України та Молдови повністю синхронізовано з енергомережею континентальної Європи ENTSO-E. Відповідне рішення було ухвалено об'єднанням системних операторів ENTSO-E 11 березня 2022 року. Фізичні операції по з'єднанню енергосистем проведено протягом 16 березня.
Трифонівська СЕС припинила генерацію в лютому 2022 року, після окупації, та частково відновила її в січні 2023 року. За цей час станція потрапляла під російські обстріли, а також зазнала крадіжок сонячних панелей російськими військовими Відновлювальні роботи почались з листопада 2022 року після деокупації..
Протягом осені-зими 2022—2023 років електростанції та магістральні підстанції України зазнали значних пошкоджень через масовані ракетні атаки РФ. були пошкоджені 43 % магістральних мереж та усі теплові і гідроелектростанції.

## Загальна характеристика

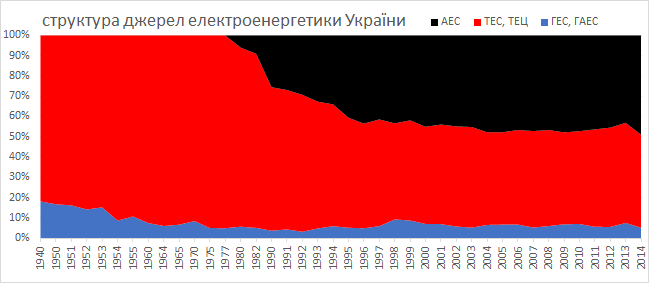
джерела електроенергетики України
ТЕС,ТЕЦ
ГЕС, ГАЕС
АЕС

Найбільші ТЕС розташовані на Донеччині (Вуглегірська, Старобешівська, Миронівська, Курахівська й ін.), на Придніпров'ї (Придніпровська, Криворізька), у Харківській (Зміївська), Київській (Трипільська), Івано-Франківській (Бурштинська), Львівській (Добротвірська) областях, у Запоріжжі, Одесі й інше. Більшість цих електростанцій виробляє й тепло (ТЕЦ).
В розвитку гідроенергетики особливе значення у ХХ ст. відіграв каскад ГЕС на Дніпрі: Дніпрогес, Каховська, Кременчуцька, Київська, Канівська, Середньодніпровська. Побудовані ГЕС на Дністрі (Дністровська), Росі, у Закарпатській області (Теребле-Ріцька). Частково реалізовано Південнобузький каскад ГЕС.
В останні десятиріччя ХХ сторіччя швидкими темпами розвивалася атомна енергетика. Працюють Південноукраїнська, Рівненська, Хмельницька, Запорізька АЕС.
Протягом 2016—2021 років завдяки стимулюючому «зеленому тарифу» активно розвивалася відновлювана енергетика, в результаті чого у 2021 електростанції на ВДЕ виробили 8 % всієї електроенергії України.
В травні 2021 року запустили першу в Україні промислову літій-іонну систему накопичення енергії потужністю 1 МВт і ємністю 2.25 МВт⋅г.
Південні райони країни значно гірше забезпечені електроенергією власного виробництва, ніж Донбас, Придніпров'я, центр країни.

Виробництво електроенергії в Україні 1913—2021, мільярдів кВт⋅год

Понад 50 % електроенергії в Україні виробляють АЕС. ТЕС є основними станціями, що забезпечують електричною енергією в напівпікові та, разом із ГЕС та ГАЕС, у пікові години.
Власними паливними ресурсами станом на 2010 рік забезпечувалися лише 67 % потреб України, решту імпортували (в т. ч. з Росії, Туркменістану і Азербайджану).

## Динаміка виробництва та споживання електроенергії в Україні

### Динаміка виробництва
Виробництво електроенергії в Україні розпочалось 1878 року, поступово воно набуло розмаху і досягло свого піку 1990 року. Динаміку його зростання видно з таблиці:
| Виробництво електроенергії в Україні, млрд. кВт·год | Виробництво електроенергії в Україні, млрд. кВт·год | Виробництво електроенергії в Україні, млрд. кВт·год | Виробництво електроенергії в Україні, млрд. кВт·год | Виробництво електроенергії в Україні, млрд. кВт·год | Виробництво електроенергії в Україні, млрд. кВт·год | Виробництво електроенергії в Україні, млрд. кВт·год | Виробництво електроенергії в Україні, млрд. кВт·год | Виробництво електроенергії в Україні, млрд. кВт·год | Виробництво електроенергії в Україні, млрд. кВт·год | Виробництво електроенергії в Україні, млрд. кВт·год |
| Рік                                                 | 1910                                                | 1911                                                | 1912                                                | 1913                                                | 1914                                                | 1915                                                | 1916                                                | 1917                                                | 1918                                                | 1919                                                |
| --------------------------------------------------- | --------------------------------------------------- | --------------------------------------------------- | --------------------------------------------------- | --------------------------------------------------- | --------------------------------------------------- | --------------------------------------------------- | --------------------------------------------------- | --------------------------------------------------- | --------------------------------------------------- | --------------------------------------------------- |
| Електроенергія, млрд. кВт·год                       | н/д                                                 | н/д                                                 | н/д                                                 | 0,543▲                                              | н/д                                                 | н/д                                                 | н/д                                                 | н/д                                                 | н/д                                                 | н/д                                                 |
| Рік                                                 | 1920                                                | 1921                                                | 1922                                                | 1923                                                | 1924                                                | 1925                                                | 1926                                                | 1927                                                | 1928                                                | 1929                                                |
| Електроенергія, млрд. кВт·год                       | н/д                                                 | н/д                                                 | 0,100▲                                              | н/д                                                 | н/д                                                 | н/д                                                 | н/д                                                 | н/д                                                 | 1,261▲                                              | н/д                                                 |
| Рік                                                 | 1930                                                | 1931                                                | 1932                                                | 1933                                                | 1934                                                | 1935                                                | 1936                                                | 1937                                                | 1938                                                | 1939                                                |
| Електроенергія, млрд. кВт·год                       | 2,085▲                                              | н/д                                                 | 3,248▲                                              | н/д                                                 | 5,495▲                                              | н/д                                                 | н/д                                                 | 9,451▲                                              | н/д                                                 | н/д                                                 |
| Рік                                                 | 1940                                                | 1941                                                | 1942                                                | 1943                                                | 1944                                                | 1945                                                | 1946                                                | 1947                                                | 1948                                                | 1949                                                |
| Електроенергія, млрд. кВт·год                       | 12,411▲                                             | н/д                                                 | н/д                                                 | н/д                                                 | н/д                                                 | н/д                                                 | н/д                                                 | н/д                                                 | н/д                                                 | н/д                                                 |
| Рік                                                 | 1950                                                | 1951                                                | 1952                                                | 1953                                                | 1954                                                | 1955                                                | 1956                                                | 1957                                                | 1958                                                | 1959                                                |
| Електроенергія, млрд. кВт·год                       | 14,711▲                                             | н/д                                                 | н/д                                                 | 22,614▲                                             | н/д                                                 | 30,099▲                                             | 35,208▲                                             | 39,463▲                                             | 43,947▲                                             | 49,460▲                                             |
| Рік                                                 | 1960                                                | 1961                                                | 1962                                                | 1963                                                | 1964                                                | 1965                                                | 1966                                                | 1967                                                | 1968                                                | 1969                                                |
| Електроенергія, млрд. кВт·год                       | 53,926▲                                             | 60,935▲                                             | 69,016▲                                             | 78,524▲                                             | 86,876▲                                             | 94,614▲                                             | 99,874▲                                             | 108,722▲                                            | 116,176▲                                            | 128,000▲                                            |
| Рік                                                 | 1970                                                | 1971                                                | 1972                                                | 1973                                                | 1974                                                | 1975                                                | 1976                                                | 1977                                                | 1978                                                | 1979                                                |
| Електроенергія, млрд. кВт·год                       | 137,599▲                                            | 150,000▲                                            | 158,000▲                                            | 172,000▲                                            | 181,000▲                                            | 194,590▲                                            | 209,000▲                                            | 216,000▲                                            | 222,000▲                                            | 231,000▲                                            |
| Рік                                                 | 1980                                                | 1981                                                | 1982                                                | 1983                                                | 1984                                                | 1985                                                | 1986                                                | 1987                                                | 1988                                                | 1989                                                |
| Електроенергія, млрд. кВт·год                       | 235,979▲                                            | 230,900▼                                            | 238,300▲                                            | 242,900▲                                            | 257,100▲                                            | 272,003▲                                            | 272,671▲                                            | 281,494▲                                            | 297,200▲                                            | 295,300▼                                            |
| Рік                                                 | 1990                                                | 1991                                                | 1992                                                | 1993                                                | 1994                                                | 1995                                                | 1996                                                | 1997                                                | 1998                                                | 1999                                                |
| Електроенергія, млрд. кВт·год                       | 298,000▲                                            | 279,000▼                                            | 253,000▼                                            | 230,000▼                                            | 203,000▼                                            | 194,000▼                                            | 183,000▼                                            | 178,000▼                                            | 173,000▼                                            | 172,000▼                                            |
| Рік                                                 | 2000                                                | 2001                                                | 2002                                                | 2003                                                | 2004                                                | 2005                                                | 2006                                                | 2007                                                | 2008                                                | 2009                                                |
| Електроенергія, млрд. кВт·год                       | 171,000▼                                            | 173,000▲                                            | 173,700▲                                            | 180,400▲                                            | 182,200▲                                            | 186,100▲                                            | 193,400▲                                            | 196,300▲                                            | 192,600▼                                            | 173,600▼                                            |
| Рік                                                 | 2010                                                | 2011                                                | 2012                                                | 2013                                                | 2014*                                               | 2015*                                               | 2016*                                               | 2017*                                               | 2018*                                               | 2019*                                               |
| Електроенергія, млрд. кВт·год                       | 188,800▲                                            | 194,947▲                                            | 198,878▲                                            | 194,377▼                                            | 182,815▼                                            | 163,682▼                                            | 154,817▼                                            | 155,415▲                                            | 159,351▲                                            | 153,963▼                                            |
| Рік                                                 | 2020*                                               | 2021*                                               | 2022*                                               | 2023*                                               | 2024                                                | 2025                                                | 2026                                                | 2027                                                | 2028                                                | 2029                                                |
| Електроенергія, млрд. кВт·год                       | 148,809▼                                            | 156,576▲                                            | 113,500▼                                            | 105,800▼                                            |                                                     |                                                     |                                                     |                                                     |                                                     |                                                     |

* — 2014—2021 роки не враховане виробництво на тимчасово окупованих Російською Федерацією, теренах України.

### Виробництво електроенергії за типом електростанції
| Тип             | 2008    | 2009    | 2010    | 2011    | 2012    | 2013    | 2014    | 2015    | 2016    | 2017    | 2018    | 2019    | 2020    | 2021    |
| --------------- | ------- | ------- | ------- | ------- | ------- | ------- | ------- | ------- | ------- | ------- | ------- | ------- | ------- | ------- |
| АЕС             | 46,9 %▲ | 48,0 %▲ | 47,4 %▼ | 46,5 %▼ | 45,5 %▼ | 43,0 %▼ | 48,5 %▲ | 55,6 %▲ | 52,3 %▼ | 55,1 %▲ | 53,0 %▼ | 53,9 %▲ | 51,2 %▼ | 55,1 %▲ |
| ТЕЦ/ТЕС         | 43,0 %▲ | 41,1 %▼ | 41,5 %▲ | 43,7 %▲ | 44,7 %▲ | 44,7 %▼ | 41,3 %▼ | 35,2 %▼ | 39,7 %▲ | 35,9 %▼ | 36,9 %▲ | 36,2 %▼ | 35,2 %▼ | 29,3 %▼ |
| ГЕС/ГАЕС        | 5,9 %▼  | 6,8 %▲  | 6,9 %▲  | 5,6 %▼  | 5,5 %▼  | 7,3 %▲  | 5,0 %▼  | 4,3 %▼  | 6,0 %▲  | 6,8 %▲  | 7,5 %▲  | 5,1 %▼  | 5,1 %▲  | 6,7 %▲  |
| СЕС/ВЕС/Біомаса | -       | -       | -       | 0,0 %▲  | 0,3 %▲  | 0,7 %▲  | 1,0 %▲  | 1,0 %▲  | 1,0 %▲  | 1,2 %▲  | 1,7 %▲  | 3,6 %▲  | 7,3 %▲  | 8,0 %▲  |
| Блок-станції*   | 4,2 %▼  | 4,1 %▼  | 4,2 %▲  | 4,2 %▼  | 4,0 %▼  | 4,3 %▲  | 4,3 %▼  | 3,9 %▼  | 1,0 %▼  | 1,0 %▲  | 0,9 %▼  | 1,1 %▲  | 1,2 %▲  | 1,0 %▼  |

- — 2008—2015 роки в блок-станції враховані комунальні ТЕЦ

### Баланс споживання електроенергії ОЕС України
За 2011 рік обсяг споживання (нетто) електричної енергії ОЕС України сягнув 150,8 млрд кВт∙г.
Споживачами електроенергії (дані за 2018 рік) в розрізі категорій є: промисловість 42,6 %, населення 29,5 %, комунально-побутове господарство 12,7 %, транспорт 5,7 %, інші непромислові 5,6 %, сільське господарство 3,2 %, будівництво 0,8 %.
За даними Міністерства енергетики України, в січні-серпні 2020 року обсяг виробництва електроенергії енергогенерувальними підприємствами, які входять до ОЕС України, досяг 96337,5 млн кВт•год, що на 6759,0 млн кВт•год або на 6,6 % менше порівняно з відповідним періодом 2019 року [Архівовано 26 вересня 2020 у Wayback Machine.].
| Галузі                                  | Роки  | Роки | Роки  | Роки  | Роки  | Роки  |
| Галузі                                  | 1970  | 1980 | 1985  | 1990  | 2008  | 2021  |
| Вироблено                               | 137,6 | 236  | 272   | 295,3 | 191,7 | 156,6 |
| Експорт                                 | 10,5  | 27   | 34,1  | 422   | 7,868 |       |
| Імпорт                                  | 7,7   | 9,5  | 10,3  | 14,4  |       |       |
| Споживання                              |       |      |       |       | 185,2 | 154,8 |
| промисловістю і будівництвом            | 94.9  | 143  | 160.3 | 171.2 |       | 52,2  |
| сільським господарством                 | 8     | 18.9 | 22.7  | 26.1  |       | 3,69  |
| транспортом                             | 8.1   | 13.3 | 14.5  | 14.5  |       | 6,2   |
| населенням                              |       |      |       |       |       | 38,7  |
| комунально-побутовими підприємствами    |       |      |       |       |       | 15    |
| іншими галузями                         | 12.9  | 24.1 | 29    | 33.8  |       | 8,6   |
| витрати в межах загального користування | 10.9  | 19.2 | 21.7  | 21.9  |       |       |

## Мапа об'єктів електроенергетики України

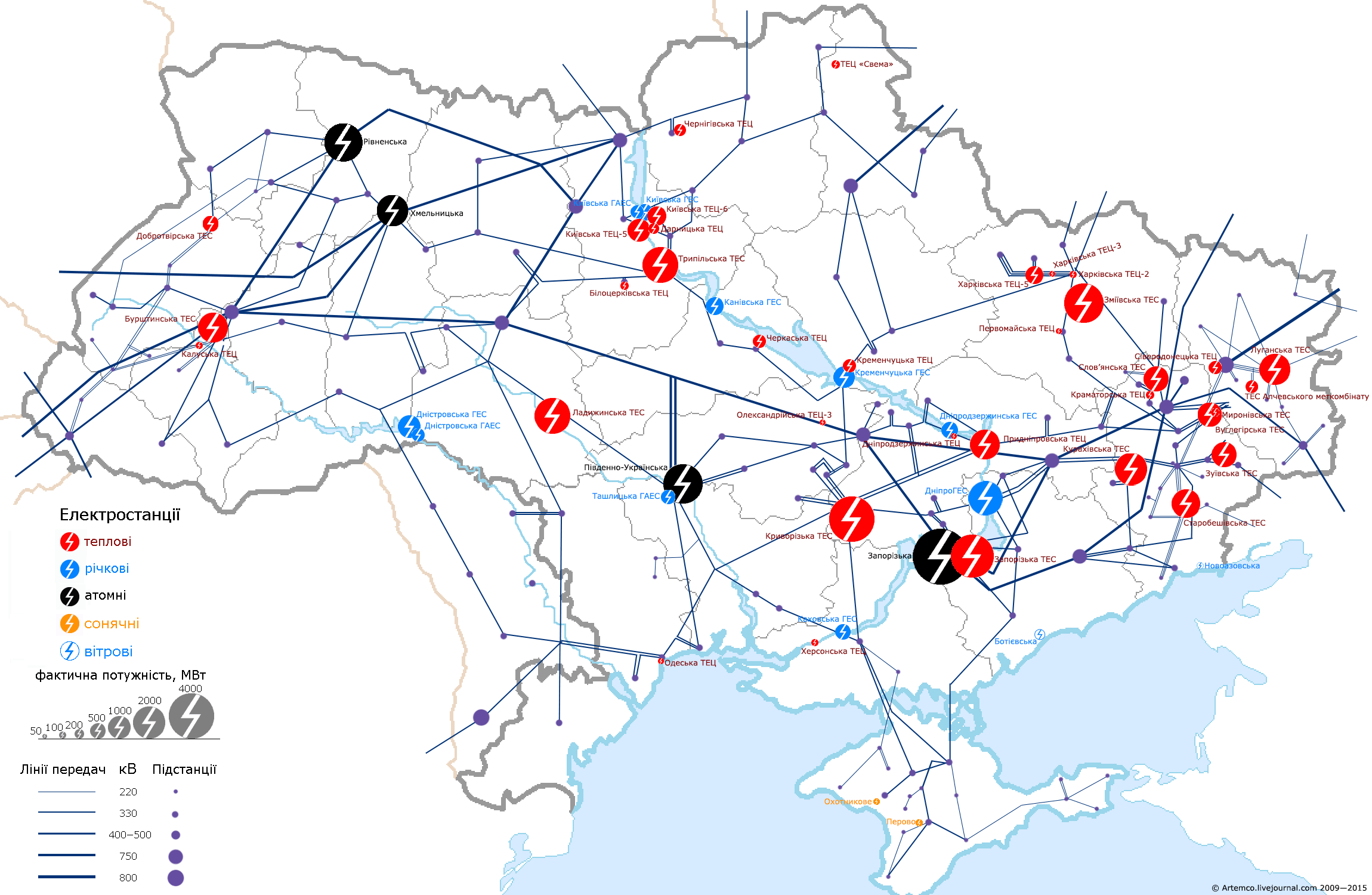
Електростанції фактичною потужністю більше 50 МВт, лінії та підстанції станом на кінець 2008 — початок 2009

Основою електроенергетики країни є Об'єднана електроенергетична система, яка здійснює централізоване електрозабезпечення внутрішніх споживачів. ОЕС взаємодіє з енергосистемами сусідніх держав, забезпечує експорт та імпорт електроенергії. До її складу входять чотири територіальні управління: Північне, Східне, Південне, Західне. ОЕС України являє собою мережу внутрішніх та міждержавними лініями електропередачі та підстанцій напругою 220—750 кВ.
Виробництво електричної енергії здійснюють багато виробників, серед яких найбільші власники теплових електростанцій ДТЕК, Центренерго, гідравлічних — Укргідроенерго, атомних — Енергоатом.
Транспортування електричної енергії від виробників до розподільчих компаній забезпечує Оператор системи передачі — Національна енергетична компанія «Укренерго».
Розподіл електроенергії до споживачів здійснюють 32 оператори систем розподілу.
На 31 грудня 2011 року встановлена потужність електростанцій ОЕС України становила 53 310,6 МВт, що на 149 МВт більше минулого року. З яких 51,16 % ТЕС, 25,95 % АЕС, 12,05 ТЕЦ, 8,64 % ГЕС, 1,62 % ГАЕС, 0,23 % ВЕС та 0,35 % СЕС.
Географічна структура споживання електроенергії в Україні неоднорідна. Найбільше споживання електроенергії в областях, де розвинена гірничо-металургійна промисловість та проживає велика кількість населення. У 2009 році найбільшими споживачами електроенергії в Україні були Дніпропетровська, Донецька, Луганська та Запорізька області, що спожили 52 608,3 млн кВт·год (58 % від загальнодержавного споживання) електроенергії.

### Мапи розташування об'єктів електроенергетики України
Розміщення ПС та ЛЕП в Україні [Архівовано 7 липня 2017 у Wayback Machine.]
Розміщення ТЕС, ТЕЦ, АЕС, ГЕС, ГАЕС та обленерго в Україні на карті GoogleMaps
Розміщення СЕС в Україні на карті GoogleMaps
Розміщення ВЕС в Україні на карті GoogleMaps
Розміщення МГЕС в Україні на карті GoogleMaps[недоступне посилання з травня 2019]
Розміщення ТЕС/ТЕЦ на біопаливі в Україні на карті GoogleMaps [Архівовано 30 квітня 2014 у Wayback Machine.]
Розміщення КГУ на біогазі в Україні на карті GoogleMaps

## Електростанції
Найбільшими за встановленою потужністю та річним виробітком електроенергії є атомні електростанції:
- Запорізька — 6000 МВт,
- Південноукраїнська — 3000 МВт,
- Рівненська — 2880 МВт,
- Хмельницька — 2000 МВт.

Серед найбільших (понад 1000 МВт) електростанцій також теплові:
- Криворізька — 2820 МВт,
- Бурштинська — 2400 МВт,
- Зміївська — 2175 МВт,
- Ладижинська — 1800 МВт,
- Трипільська — 1800 МВт,
- Старобешівська — 1600 МВт,
- Курахівська — 1487 МВт,
- Луганська — 1425 МВт,
- Зуївська — 1245 МВт,
- Вуглегірська — 1200 МВт,
- Запорізька — 1200 МВт;

та гідравлічні:
- Дніпровська ГЕС — 1569 МВт,
- Дністровська ГАЕС — 1296 МВт.

## Експорт

Географічна структура експорту електроенергії з України за 2005—2010 рр. включно, (млн кВт·год):
Угорщина - 14104
Молдова - 9229
Білорусь - 7339
Словаччина - 4855
Росія - 4373
Польща - 3489
Румунія - 804

До початку 2022 року об'єднана енергетична система (ОЕС) України працювала синхронно (паралельно) з енергетичними системами Білорусі, Російської Федерації, Молдови, а окрема частина, Бурштинський енергоострів, з об'єднаними енергетичними системами країн Західної, Центральної та Східної Європи, — колишнього UCTE (Union for the Coordination of Transmission of Electricity) — Польщі, Словаччини, Угорщини, Румунії. Що дозволяло експортувати електроенергію як у східному так і західному напрямах.
| Рік     | 2000 | 2001 | 2002 | 2003 | 2004 | 2005 | 2006  | 2007 | 2008 | 2009 | 2010 | 2011 | 2012 | 2013 | 2014 | 2015   | 2016 | 2017   | 2018 | 2019   | 2020   | 2021   |
| ------- | ---- | ---- | ---- | ---- | ---- | ---- | ----- | ---- | ---- | ---- | ---- | ---- | ---- | ---- | ---- | ------ | ---- | ------ | ---- | ------ | ------ | ------ |
| Експорт | 2381 | 2621 | 2813 | 4284 | 4182 | 8358 | 10437 | 9200 | 7868 | 4108 | 4218 | 6433 | 9745 | 9861 | 8528 | 3641,6 | 4014 | 5166,3 | 6165 | 6469,3 | 4754,1 | 3495,4 |

За перше десятиліття XXI сторіччя Україна експортувала 60 470 млн кВт·год електроенергії Найбільші обсяги експорту були досягнуті у 2006 році — 10437 млн кВт·год. Угорщина є найбільшим імпортером української електроенергії за 2005—2010 рр. включно.
Верховна Рада України Законом № 1164-VI від 19 березня 2009 року внесла зміни в Закон України «Про електроенергетику», якими визначила особливості експорту електроенергії з України.
Таким чином, для здійснення експорту, енергопостачальники закуповують потрібний обсяг електроенергії на гуртовому ринку електричної енергії України за гуртовою ринковою ціною.
Доступ до пропускної спроможності міждержавних електричних мереж України для експорту електроенергії надається на умовах аукціону.
Аукціон на термін не більше одного року проводиться НЕК «Укренерго», який здійснює передавання електричної енергії міждержавними електричними мережами України. Аукціон проводиться не рідше одного разу на місяць за умови наявності вільної пропускної спроможності міждержавних електричних мереж України. Порядок проведення аукціону затверджується НКРЕ.
Участь в аукціоні беруть суб'єкти електроенергетики, які мають ліцензію на здійснення діяльності з незалежного постачання електроенергії, є членами гуртового ринку електричної енергії України та не мають простроченої заборгованості за придбану електроенергію на гуртовому ринку.
Переможцем аукціону визначається суб'єкт електроенергетики, який запропонував найвищу ціну.
З 16 березня 2022 ОЕС України (у єдиному блоці з енергосистемою Молдови) синхронізовано з мережею континентальної Європи, що є частиною ENTSO-E. Протягом квітня-травня 2022 року відновився експорт електроенергії, зокрема до Молдови та Польщі
Загальний обсяг експорту електроенергії в 2023 році склав 366,5 тис. МВт·год, що у 7 разів менше, ніж 2022 року (2574,6 тис. МВт·год).

## Заходи безпеки
Постійне стеження за станом безпеки атомних електростанцій, гребель гідроелектростанцій та відповідних їм водосховищ України здійснюють Міністерство енергетики та вугільної промисловості України, Державне агентство водних ресурсів України, Державна служба України з надзвичайних ситуацій, Український гідрометеорологічний центр. Щорічно, та за нагальної потреби вони повідомляють Кабінет Міністрів України, Раду національної безпеки та оборони України, відповідні комітети Верховної Ради України щодо стану основних споруд ГЕС та водосховища.

## Відновлювана енергетика
Відновлювана енергетика часто дає енергію в чотирьох важливих галузях: виробництво електроенергії, нагрівання / охолодження повітря і води, транспорт і послуги електропостачання в сільській місцевості (поза мережею).
Поновлювані джерела енергії існують на великих географічних теренах, на відміну від викопного палива, яке зосереджено в обмеженій кількості країн. Швидке впровадження відновлюваних джерел енергії та технологій підвищення енергоефективності, призводить до значної енергетичної безпеки, пом'якшення наслідків зміни клімату та економічних вигод.
Україна приєдналася до Європейського енергетичного співтовариства та взяла на себе зобов'язання до 2020 року виробляти 11 % електроенергії із відновлюваних джерел енергії й 25 % до 2035 року. Від 2009 року об'єкти відновлюваної енергетики в Україні отримали право на використання зеленого тарифу.
Передбачалося збільшення частки відновлюваних джерел енергії у загальному балансі встановлених потужностей до рівня близько 20 відсотків до 2020 року, що за базовим сценарієм становить 12,1 ГВт (з урахуванням великих гідроелектростанцій), а обсяг виробництва електроенергії — 25 ТВт•г.

На виконання Рішення Ради Міністрів Енергетичного співтовариства «Про впровадження Директиви 2009/28/ЕС і внесення змін до Статті 20 Договору про заснування Енергетичного Співтовариства», згідно з яким встановлюються обов'язкова національна мета у сфері відновлюваної енергетики, насамперед для того, щоби надати певні гарантії інвесторам та заохотити до розвитку новітніх технологій та інновацій у цій галузі. Україна взяла на себе зобов'язання до 2020 року досягти рівня 11 % енергії, виробленої з відновлюваних джерел енергії в загальному кінцевому енергоспоживанні країни, що слугуватиме потужним стимулом для подальшого розвитку використання поновлюваних джерел енергії в Україні. Українські плани — збільшити відсоток із 4 % до 25 % до 2035 року.